# 1971 (musikalbum)
1971 är ett studioalbum från 1971 av den svenska popgruppen Family Four med gruppens mest framgångsrika konstellation: Berndt Öst (som även arrangerade), Marie Bergman, Agnetha Munther och Pierre Isacsson.
Skivan utgavs på Metronome och producerades av Anders Burman. Tekniker var Michael B. Tretow.
Skivan har aldrig släppts som CD. Däremot finns åtta av låtarna på deras samlings-CD Family Four: Guldkorn.

## Spår
1. I gryningen (Lasse Berghagen)
2. Tjänare kärlek (Peter Himmelstrand)
3. Vita vidder (Håkan Elmquist)
4. Nu har jag fått den jag vill ha (Olle Adolphson)
5. Ingenting (Lasse Tennander)
6. En dag fylld av kärlek (May Each Day) (M Green, G. Wyle, Bengt Steen)
7. Heja mamma (Peter Himmelstrand)
8. Det var inte menat så (The Last Thing on my Mind) (Tom Paxton, Owe Junsjö)
9. Du som vandrar genom livet (Lasse Berghagen)
10. Karnas visa (Olle Adolphson)
11. Sov på min arm (Berndt Öst)
12. Familjelycka (Bernt Staf)
13. Nu kan hela vår värld sjunga med (Lovers’ song) (Ned Miller, Berndt Öst)